# Salcantay
De Salcantay is een 6.271 meter hoge berg in de Andes, Peru. Het is de hoogste piek van de Cordillera Vilcabamba. Het is gelegen in de regio Cuzco ongeveer 60 kilometer ten noordwesten van de gelijknamige stad. De berg is de op 38 na hoogste piek van de Andes en de op 12 na hoogste piek van Peru. De Salcantay is de op twee na hoogste berg in prominentie, achter de Nevado Huascarán.
De berg werd in 1952 voor het eerst beklommen door een Frans-Amerikaans expeditieteam bestaande uit Fred D. Ayres, David Michael, Jr., John C. Oberlin, W. V. Graham Matthews, Austen F. Riggs, George I. Bell, Claude Kogan, M. Bernard Pierre, en Jean Guillemin. Alle klimmers haalde de top behalve Oberlin, Riggs, en Guillemin.